# .us
A .us az Amerikai Egyesült Államok internetes legfelső szintű tartomány kódja 1985 óta. A .us tartományokat csak amerikai állampolgárok, lakosok vagy szervezetek, illetve amerikai jelenléttel bíró külföldi szervezetek jegyeztethetik be. Az ország legtöbb tartomány-tulajdonosa azonban inkább a .com, .net, .org és más TLD-be jegyzett be tartományt. A .us tartományt főleg szövetségi és állam szintű kormányzatok használják, mivel korábban csak számukra volt nyitott a regisztráció (bár ez ma már nem így van). A .gov és a .mil tartományokat az amerikai kormány és fegyveres erők használják, továbbá a .edu tartományban is túlnyomó részt amerikai szervezetek jegyeztek be neveket (bár egy pár Egyesült Államokon kívüli szervezet is sikeresen regisztrált .edu domaint).
2002 áprilisától teljes mértékben liberalizálták a .us domainek bejegyzését, és így az továbbá nem kizárólag a kormányzaté.

## Állami szinten adminisztrált altartományok
- .ak.us: Alaszka
- .al.us: Alabama
- .ar.us: Arkansas
- .az.us: Arizona
- .ca.us: Kalifornia
- .co.us: Colorado
- .ct.us: Connecticut
- .dc.us: District of Columbia
- .de.us: Delaware
- .fl.us: Florida
- .ga.us: Georgia
- .hi.us: Hawaii
- .ia.us: Iowa
- .id.us: Idaho
- .il.us: Illinois
- .in.us: Indiana
- .ks.us: Kansas
- .ky.us: Kentucky
- .la.us: Louisiana
- .ma.us: Massachusetts
- .md.us: Maryland
- .me.us: Maine
- .mi.us: Michigan
- .mn.us: Minnesota
- .mo.us: Missouri
- .ms.us: Mississippi
- .mt.us: Montana
- .nc.us: Észak-Karolina
- .nd.us: Észak-Dakota
- .ne.us: Nebraska
- .nh.us: New Hampshire
- .nj.us: New Jersey
- .nm.us: Új-Mexikó
- .nv.us: Nevada
- .ny.us: New York
- .oh.us: Ohio
- .ok.us: Oklahoma
- .or.us: Oregon
- .pa.us: Pennsylvania
- .ri.us: Rhode Island
- .sc.us: Dél-Karolina
- .sd.us: Dél-Dakota
- .tn.us: Tennessee
- .tx.us: Texas
- .ut.us: Utah
- .va.us: Virginia
- .vt.us: Vermont
- .wa.us: Washington
- .wi.us: Wisconsin
- .wv.us: Nyugat-Virginia
- .wy.us: Wyoming

Amerikai Szamoának, Guamnak, Puerto Ricónak és az amerikai Virgin-szigeteknek saját TLD-je van.

## További adminisztrált második szintű tartományok
- .dni.us: distributed national institute: nem kormányzati de országos méretű szervezet
  - például otan.dni.us: Outreach and Technical Assistance Network (felnőttoktatási szervezet)
- .fed.us: federal: szövetségi szervezetek
  - például fs.fed.us: Forestry Service (a mezőgazdasági minisztérium erdészeti szervezete)
- .isa.us: interstate agency: több államot érintő kormányzati, de nem szövetségi szintű szervezet
  - például imcc.isa.us: Interstate Mining Compact Commission (19 állam bányászati érdekképviseleti szervezete)
- .kids.us: 13 év alatti gyermekek számára készített tartalmak
  - például kids.us (gyermekportál)
- .nsn.us: native sovereign nations: szövetségileg elismert indián törzsek
  - például hopi.nsn.us (hopi indiánok)

Mivel 2002 óta már magánszemélyek és cégek is bejegyezhetnek .us doméneket, léteznek olyan második szintű tartományok, amelyek nem hivatalosan ugyan, de lehetővé tesznek harmadik szintű regisztrációkat. Ilyen például a blog.us a bloggerek figyelmébe, illetve a protozoans.us, amely a baktériumok számára készített tartalmakat összesíti. (Ez utóbbi a kids.us paródiája). Ezek a domének jelenleg nem tűnnek aktívnak.

## Földrajzi alapú doménrendszerek
- <helyiség>.<állam>.us: városok, megyék, egyházközségek és kisvárosok
  - például miami.fl.us (a floridai Miami doménje)
- ci.<helyiség>.<állam>.us: nagyvárosi önkormányzati szervezetek (a város aldoménje)
  - például ci.miami.fl.us (Miami város doménje)
- town.<helyiség>.<állam>.us: kisvárosi önkormányzati szervezetek (a kisváros aldoménje)
  - például dos.rivierabeach.town.fl.us (Riviera Beach kisváros közterület-fenntartó szervezete (Department of Sanitation) (fiktív, csak a példa kedvéért)
- co.<helyiség>.<állam>.us: megyei szintű önkormányzati szervezetek (a megye aldoménje)
  - például clerk.co.escambia.fl.us (Escambia megye törvényszéki írnoka)
- <iskolanév>.k12.<állam>.us: iskolakörzet (állami iskoláknál)
  - például palmbeach.k12.fl.us (Palm Beach megye iskolakörzete; több iskola is tartozhat egy iskolakörzet alá, maximum gimnáziumi szintig)
- <iskolanév>.pvt.k12.<állam>.us: magániskola
  - például lhps.pvt.k12.fl.us (Lakeland High Preparatory School; magániskolai domén Florida középső részéről)
- <iskolanév>.cc.<állam>.us: community college – állami támogatású főiskola
  - például pbcc.cc.fl.us (Palm Beach Community College állami főiskola doménje)
- <iskolanév>.tec.<állam>.us: műszaki és szakmunkásképző iskolák
  - például cfci.tec.fl.us (Central Florida Career Institute; pályaválasztási intézet)
- <könyvtárnév>.lib.<állam>.us: állami, regionális, városi vagy megyei könyvtárak
  - például acld.lib.fl.us (Alachua County Library District; Alachua megyei könyvtárkörzet)
- <szervezetnév>.állam.<state>.us: állami szintű szervezet
  - például hsmv.state.fl.us (Department of Highway Safety and Motor Vehicles; Florida állam rendszámtábla és jogosítvány kiadó szervezete)
- <szervezetnév>.gen.<állam>.us: általános független szervezetek, amelyek a fenti kategóriákban nem férnek el
  - például casec.gen.fl.us (Chinese Association of Science Economics and Culture of South Florida; dél-floridai kínaiak tudományos, közgazdasági és kulturális szervezete)